# Nicolaus Sahlgren
Nicolaus Sahlgren (Gotemburgo, 18 de março de 1701 — 10 de março de 1776) foi um comerciante e filantropo sueco do século XVIII.
Foi um dos fundadores e diretores da Companhia Sueca das Índias Orientais.
Deixou como herança uma donação para a criação do atual Hospital Universitário Sahlgrenska.
Foi nomeado membro da Academia Real das Ciências da Suécia em 1773.